# Arvid Sveen

Klykstångskåta på Kautokeino kommuns vapen, ritat av Arvid Sveen 1987

Arvid Sveen, född 24 juni 1944 i Ringsaker i Norge, är en norsk bildkonstnär, fotograf och grafisk formgivare.
Arvid Sveen utbildade sig först till arkitekt på Norges Tekniske Høgskole i Trondheim, med examen 1971. Han har från 1972 arbetat och bott i Vadsø och från 2000 i Tromsø.
Han har gjort ett stort antal kommunvapen för norska primärkommuner och län.

## Offentliga verk i urval
- Open Water / Tracks and signs, fyra fotografier av horisonter, 2009, i forskningssttionen Troll på Antarktis[2]